# Разгромът на Лолиан
Разгромът на Лолиан (на латински: Clades Loliana) е битка между римската войска и германските племена сугамбри, тенктери и узипети през 17 или 16 г. пр.н.е. и завършва с римска загуба.
След като трите германски племена отново нахлуват в територията ляво от Рейн, която принадлежи към римската провинция Галия, тамошният управител Марк Лолий тръгва срещу тях през 16 г. пр.н.е. Той е победен от германските племена и те заграбват дори Орела, знакът на 5 легион. Август отива през 16 г. пр.н.е. в Галия, където остава три години.